# Milto Tutulani
Milto Tutulani (nevének ejtése miltɔ tutulani; Berat, 1897 – Nápoly, 1933. január 23.) albán politikus, jogász, 1925–1926-ban Albánia kormányfője. Több ízben volt az igazságügyi (1923–1924, 1925–1926, 1931–1933), illetve a pénzügyi tárca (1928–1929) vezetője.

## Életútja
Apja Dhimitër Tutulani, az 1912. november 28-ai albán függetlenségi nyilatkozat egyik aláírója volt. Jogi tanulmányait Görögországban, majd Törökországban végezte. Az első világháború lezárulásával, a közjogi helyzet rendezésével 1920. január 31-én megalakult albán nemzetgyűlés képviselője lett, és haláláig szülővárosa, Berat küldötte volt.
Noha a demokratikus ellenzék tagja és Amet Zogu ellenlábasa volt, 1923 májusában a Zogu-kormány igazságügy-miniszterévé nevezték ki. A tárcát a kormány lemondásáig, 1924. március 5-éig vezette. Minisztersége alatt került sor az alkotmányozó nemzetgyűlés 1923. novemberi megválasztására, amely a köztársasági államformába való átmenet közjogi kereteit biztosította. 1925. szeptember 28-án az immár köztársasági elnök Zogu újjáalakította az ország miniszterelnök nélküli kormányát, amelyben az igazságügy-miniszteri tárcát ismét Tutulaninak  adta, aki így egyben a kormányfői hivatalt is viselte. Kormányának tagjai voltak többek között Musa Juka (belügy), Hysen Vrioni (külügy) és Sylejman Starova (pénzügy). Tutulani de iure 1926. július 30-áig vezette a kabinet munkáját, de facto azonban 1925 novembere után egészségügyi állapotára való hivatkozásul távol maradt hivatalától. Az igazságügy-miniszteri és kormányfői jogköröket Josif Kedhi vette át tőle. Tutulani politikailag továbbra is aktív maradt: 1926 májusában ő vezette a Jugoszláviával kötött kereskedelmi, hajózási és konzuli egyezményt aláíró albán delegációt, 1928 tavaszán pedig a vezetésével folytak az átfogó albán–görög kétoldalú tárgyalások.
1928. május 11-én ismét kormányzati szerepet vállalt, amikor az akkor alakult Delvina-kabinet pénzügyminiszterévé nevezték ki (ideiglenesen a mezőgazdasági tárcát is vezette). Az 1928. szeptember 5-én alakult Kota-kormányban is a helyén maradhatott, és 1929-ig vezette a tárcát. 1931. április 20-án Pandeli Evangjeli harmadik kormányának igazságügy-miniszterévé nevezték ki.
Egészségügyi kezelésen vett részt Nápolyban, amikor a kórházban mindmáig tisztázatlan körülmények között meghalt. Házasságából öt gyermek, két fiú és három leány született. Egyik fia, Kristaq (1919–1943) és leánya, Margarita (1924–1943) később csatlakoztak az albániai kommunista mozgalomhoz, s tűzpárbajban veszítették életüket Kavajában.